# Tour du Haut-Var 2007
Il Tour du Haut-Var 2007, trentanovesima edizione della corsa e valida come evento dell'UCI Europe Tour 2007 categoria 1.1, fu disputata il 25 febbraio 2007, su un percorso di 201 km. Fu vinta dall'italiano Filippo Pozzato, al traguardo con il tempo di 5h08'31" alla media di 39,09 km/h.
Al traguardo 100 ciclisti portarono a termine il percorso.

## Ordine d'arrivo (Top 10)
| Pos. | Corridore           | Squadra       | Tempo    |
| ---- | ------------------- | ------------- | -------- |
| 1    | Filippo Pozzato     | Liquigas      | 5h08'31" |
| 2    | Simon Gerrans       | AG2R Prév.    | s.t.     |
| 3    | Ricardo Serrano     | Tinkoff       | s.t.     |
| 4    | Francesco Reda      | OTC Doors     | s.t.     |
| 5    | Gerben Löwik        | Rabobank      | s.t.     |
| 6    | Michail Ignat'ev    | Tinkoff       | s.t.     |
| 7    | Pierrick Fédrigo    | Bouygues Tél. | s.t.     |
| 8    | Aljaksandr Kučynski | Liquigas      | a 3"     |
| 9    | Vasil' Kiryenka     | Tinkoff       | s.t.     |
| 10   | Andrėj Kunicki      | Acqua & Sap.  | a 6"     |